# Thyropoeus
Thyropoeus is een geslacht van spinnen uit de familie Migidae.

## Soorten
- Thyropoeus malagasus (Strand, 1908)
- Thyropoeus mirandus Pocock, 1895